# Густав Гросс
Густав Ґросс (нім. Gustav Groß 1856—1935) — національно-ліберальний німецький політик.

## Біографія
Ґустав Гросс народився 12 червня 1856 року в Райхенберзі (Ліберець) в Королівстві Богемія, що входило до складу Австрійської імперії. Його батько, Густав Роберт Гросс, був залізничним промисловцем і учасником Франкфуртського парламенту під час революцій 1848 року в Німецькому союзі. Густав Гросс вивчав політичну економію в університетах Відня та Берліна. З 1877 по 1881 рік він був політичним чиновником у провінції Нижня Австрія, а з 1885 року— приват-доцентом (незалежним професором) політичної економії у Віденському університеті. Пізніше він переїхав до Іглау і став членом сейму маркграфства Моравії. У 1889 році він був обраний до Палати депутатів (нім. Abgeordnetenhaus), нижньої палати Імперської ради. Він представляв місто Іглау як німецький ліберал. Перебуваючи в Палаті депутатів, він став речником усіх етнічних німців у Раді. Він був членом Німецької шкільної ліги та був головою Ліги з 1885 року. Гросс також був біографом Карла Маркса.
З 1911 року Гросс був головою Deutscher Nationalverband , широкої коаліції німецьких націоналістичних і ліберальних політичних партій, яка була сформована для участі у виборах до Імперської ради 1911 року.  Deutscher Nationalverband здобув перемогу на тих виборах. Незважаючи на це, Рада була призупинена після початку Першої світової війни в 1914 році. Пізніше Гросс обіймав посаду президента Палати депутатів у 1917—1918 роках, в останні дні Австро-Угорщини, наприкінці війни. Виконуючи обов'язки президента Палати депутатів, Густав Гросс виступив із «дев'ятихвилинною заключною промовою» на сесії 12 листопада 1918 року, наступного дня після зречення імператора Карла I. Наступного дня Раду замінили «Тимчасові національні збори», які проголосили Німецько-Австрійську Республіку.
Як голова Великонімецької народної партії Гросс був членом Тимчасових національних зборів з 21 жовтня 1918 р. по 16 лютого 1919 р. Він представляв німців у Моравії, які зрештою не змогли залишитися частиною Німецької Австрії, оскільки це було заборонено Німецькою Австрією. союзні сили. Натомість новій Чехо-Словацькій Республіці, яка військовою силою окупувала землі, населені німцями в Моравії та Богемії, було надано ці землі. Німцям на цих землях не дозволили брати участь у виборах австрійської Конституційної асамблеї в 1919 р. Пропозицію Відня призначити німецьких депутатів у цих регіонах довелося відхилити.
Гросс помер 23 лютого 1935 року у Відні.

## Наукові праці
- Die Lehre vom Unternehmergewinn. «Вчення про підприємницький прибуток» Duncker & Humblot, Leipzig, 1884
- Karl Marx: Eine Studie. «„Маркс, Карл“, Загальна німецька біографія» Duncker & Humblot, Leipzig, 1885
- Wirtschaftsformen und Wirtschaftsprinzipien. Ein Beitrag zur Lehre von Organisation der Volkswirtschaft. «Економічні форми та економічні принципи. Внесок у вчення про організацію національної економіки.» Duncker & Humblot, Leipzig, 1888
- Die Internationale des Geistes. Arbeitsgemeinschaft für staatsbürgerliche u. wirtschaftliche Bildung, «Інтернаціонал духу. Робоча група з громадянської та економічної освіти» Berlin, 1919
- Die internationalen Agrarkrisen nach dem Kriege. «Міжнародні сільськогосподарські кризи після війни.» Kern & Birner, Frankfurt a.M., 1933